# Paraguai nos Jogos Olímpicos de Verão de 2008
O Paraguai competiu nos Jogos Olímpicos de Verão de 2008, em Pequim, na China. O país esperava adicionar novas medalhas ao seu quadro geral, mas a única segue sendo a medalha de prata obtida no futebol dos Jogos Olímpicos de 2004.

## Desempenho

### Atletismo
Masculino
| Atletas        | Evento              | Preliminares | Preliminares | Final       | Final       |
| Atletas        | Evento              | Marca        | Posição      | Marca       | Posição     |
| -------------- | ------------------- | ------------ | ------------ | ----------- | ----------- |
| Víctor Fatecha | Lançamento de dardo | 71,58m       | 30º          | Não avançou | Não avançou |

Feminino
| Atletas      | Evento              | Preliminares | Preliminares | Final       | Final       |
| Atletas      | Evento              | Marca        | Posição      | Marca       | Posição     |
| ------------ | ------------------- | ------------ | ------------ | ----------- | ----------- |
| Leryn Franco | Lançamento de dardo | 45,34m       | 51º          | Não avançou | Não avançou |

### Natação
Masculino
| Atleta(s)    | Evento      | Eliminatórias | Eliminatórias | Semifinal   | Semifinal   | Final       | Final       |
| Atleta(s)    | Evento      | Tempo         | Posição       | Tempo       | Posição     | Tempo       | Posição     |
| ------------ | ----------- | ------------- | ------------- | ----------- | ----------- | ----------- | ----------- |
| Genaro Prono | 100 m peito | 1m02s32       | 41º           | Não avançou | Não avançou | Não avançou | Não avançou |

Feminino
| Atleta(s)           | Evento       | Eliminatórias | Eliminatórias | Semifinal   | Semifinal   | Final       | Final       |
| Atleta(s)           | Evento       | Tempo         | Posição       | Tempo       | Posição     | Tempo       | Posição     |
| ------------------- | ------------ | ------------- | ------------- | ----------- | ----------- | ----------- | ----------- |
| María Virginia Baez | 100 m costas | 1m05s39       | 46º           | Não avançou | Não avançou | Não avançou | Não avançou |

### Tênis de mesa
Masculino
| Atleta(s)       | Evento     | Preliminar                                    | 1ª etapa               | 2ª etapa               | 3ª etapa               | 4ª etapa               | Quartas                | Semifinais             | Final                  |
| Atleta(s)       | Evento     | Adversário e resultado                        | Adversário e resultado | Adversário e resultado | Adversário e resultado | Adversário e resultado | Adversário e resultado | Adversário e resultado | Adversário e resultado |
| --------------- | ---------- | --------------------------------------------- | ---------------------- | ---------------------- | ---------------------- | ---------------------- | ---------------------- | ---------------------- | ---------------------- |
| Marcelo Aguirre | Individual | PRK Jang S. M. D 0-4 (7-11, 3-11, 8-11, 3-11) | Não avançou            | Não avançou            | Não avançou            | Não avançou            | Não avançou            | Não avançou            | Não avançou            |

### Tiro
Feminino
| Atleta         | Evento            | Qualificação  | Qualificação  | Final       | Final       | Posição |
| Atleta         | Evento            | Placar        | Posição       | Placar      | Total       | Posição |
| -------------- | ----------------- | ------------- | ------------- | ----------- | ----------- | ------- |
| Patricia Wilka | Pistola de ar 10m | Não completou | Não completou | Não avançou | Não avançou | 44º     |

### Vela
Feminino
| Atleta                   | Evento       | Regata | Regata | Regata | Regata | Regata | Regata | Regata | Regata | Regata | Regata | Regata  | Pontos | Posição |
| Atleta                   | Evento       | 1      | 2      | 3      | 4      | 5      | 6      | 7      | 8      | 9      | 10     | M       | Pontos | Posição |
| ------------------------ | ------------ | ------ | ------ | ------ | ------ | ------ | ------ | ------ | ------ | ------ | ------ | ------- | ------ | ------- |
| Florencia Cerutti Bogado | Laser Radial | 28     | 2      | 23     | 23     | 26     | 25     | 17     | 7      | 19     |        | Não av. | 125    | 22º     |

| M   | Regata da Medalha da qual só participam os dez primeiros colocados das regatas anteriores  |  |  | CAN | Regata cancelada |
| BFD | Desclassificado por bandeira preta (Black Flag Disqualified)                               |  |  |     |                  |
| UFD | Desclassificado por bandeira "U" (U Flag Disqualified)                                     |  |  |     |                  |
| OCS | Largada queimada (On the Course Side of the starting line)                                 |  |  |     |                  |
| DNE | Desclassificação sem eliminação (infração a um item do regulamento da prova – Did Not End) |  |  |     |                  |